# Björklund
Björklund ist ein schwedischer Familienname. Die norwegische Form des Namens ist Bjørklund.

## Namensträger

### Björklund
- Artur Björklund (1892–1974), schwedischer Fußballschiedsrichter
- Bill Björklund (1941–2018), schwedischer Fußballspieler
- Elsa Björklund (1895–1970), schwedische Schwimmerin
- Gertrude Björklund (1910–1989), schwedische Autorin von Koch- und Liederbüchern
- Gösta Björklund (1907–?), schwedischer Radrennfahrer
- Heléne Björklund (* 1972), schwedische Politikerin
- Herman Bjørklund (1883–1960), norwegischer Tennisspieler
- Hugo Björklund (1885–1963), schwedischer Ringer
- Irina Björklund (* 1973), schwedische Schauspielerin und Sängerin
- Jan Björklund (* 1962), schwedischer Politiker
- Jens Björklund (1910–2000), schwedischer Gewichtheber
- Joachim Björklund (* 1971), schwedischer Fußballspieler
- Karl-Gunnar Björklund (* 1953), schwedischer Fußballspieler und -trainer
- Kristoffer Björklund (* 1978), schwedischer Fußballtorhüter
- Leni Björklund (* 1944), schwedische Politikerin
- Maggie Björklund, dänische Musikerin
- Mirjam Björklund (* 1998), schwedische Tennisspielerin
- Richard Björklund (1897–1974), schwedischer Maler
- Rolf Björklund (* 1938), schwedischer Fußballspieler
- Terje Bjørklund (1945–2024), norwegischer Komponist und Jazzpianist
- Timothy Björklund, US-amerikanischer Regisseur, Produzent und Animator
- Tom Björklund (* 1963), finnländischer Künstler

### Bjorklund
- Angie Bjorklund (* 1989), US-amerikanische Basketballspielerin
- Garry Bjorklund (* 1951), US-amerikanischer Langstreckenläufer